# Olympische Sommerspiele 2012/Rudern – Doppelvierer (Frauen)
Der Ruderwettbewerb im Doppelvierer der Frauen bei den Olympischen Spielen 2012 in London wurde vom 28. Juli bis zum 3. August 2012 auf dem Dorney Lake ausgetragen. 32 Athletinnen in 8 Booten traten an. 
Die Ruderregatta, die über 2000 Meter ausgetragen wurde, begann mit zwei Vorläufen. Die Boote auf Platz 1 qualifizierten sich direkt für das Finale, die anderen mussten in den Hoffnungslauf. Hier qualifizierten sich die ersten vier Boote für das Finale, die übrigen kamen in das B-Finale, in dem die Plätze 7 und 8 ermittelt wurden.
Die jeweils qualifizierten Boote sind hellgrün unterlegt.

## Titelträger
| Olympiasieger | Volksrepublik China Besatzung: Tang Bin, Xi Aihua, Jin Ziwei, Zhang Yangyang         | Peking 2008 |
| Weltmeister   | Deutschland Besatzung: Julia Richter, Tina Manker, Stephanie Schiller, Britta Oppelt | Bled 2011   |

## Bootsbesatzung
| Boot               | Besatzung                                                                        |
| ------------------ | -------------------------------------------------------------------------------- |
| Australien         | Dana Faletic, Kerry Hore, Pauline Frasca, Amy Clay                               |
| China              | Tang Bin, Tian Liang, Jin Ziwei, Zhang Yangyang                                  |
| Deutschland        | Annekatrin Thiele, Carina Bär, Julia Richter, Britta Oppelt                      |
| Großbritannien     | Melanie Wilson, Debbie Flood, Frances Houghton, Beth Rodford                     |
| Neuseeland         | Sarah Gray, Louise Trappitt, Fiona Bourke, Eve Macfarlane                        |
| Polen              | Kamila Soćko, Joanna Leszczyńska, Sylwia Lewandowska, Natalia Madaj              |
| Ukraine            | Kateryna Tarassenko, Natalija Dowhodko, Anastassija Koschenkowa, Jana Dementjewa |
| Vereinigte Staaten | Natalie Dell, Kara Kohler, Megan Kalmoe, Adrienne Martelli                       |

## Vorläufe
28. Juli 2012

### Vorlauf 1
| Platz | Boot               | Besatzung                                                           | Zeit (Minuten) |
| ----- | ------------------ | ------------------------------------------------------------------- | -------------- |
| 1     | Deutschland        | Annekatrin Thiele, Carina Bär, Julia Richter, Britta Oppelt         | 6:13,62        |
| 2     | Vereinigte Staaten | Natalie Dell, Kara Kohler, Megan Kalmoe, Adrienne Martelli          | 6:15,76        |
| 3     | Polen              | Kamila Soćko, Joanna Leszczyńska, Sylwia Lewandowska, Natalia Madaj | 6:21,44        |
| 4     | China              | Tang Bin, Tian Liang, Jin Ziwei, Zhang Yangyang                     | 6:24,32        |

### Vorlauf 2

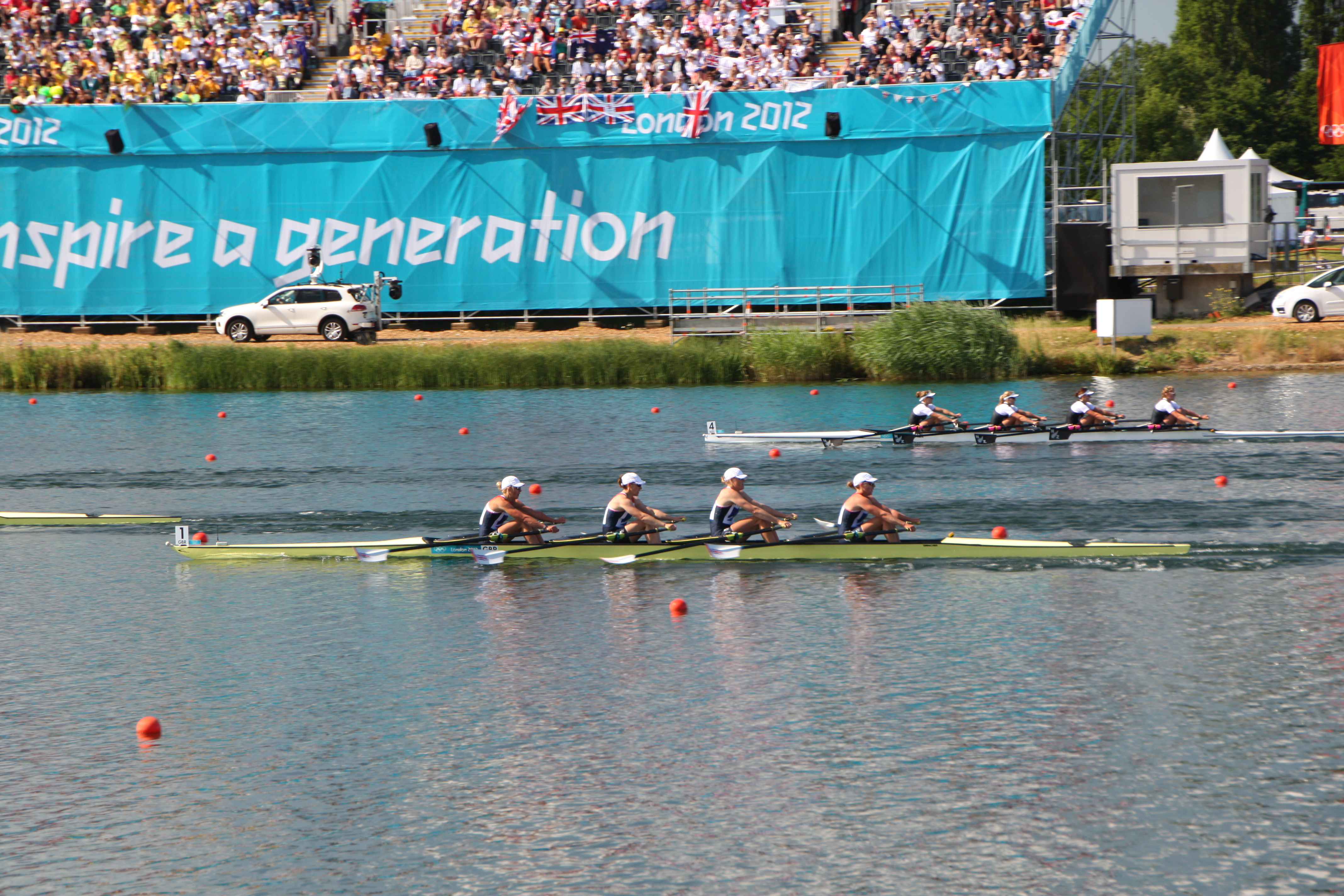
Britinnen und Neuseeländerinnen

| Platz | Boot           | Besatzung                                                                        | Zeit (Minuten) |
| ----- | -------------- | -------------------------------------------------------------------------------- | -------------- |
| 1     | Ukraine        | Kateryna Tarassenko, Natalija Dowhodko, Anastassija Koschenkowa, Jana Dementjewa | 6:14,82        |
| 2     | Australien     | Dana Faletic, Kerry Hore, Pauline Frasca, Amy Clay                               | 6:17,52        |
| 3     | Neuseeland     | Sarah Gray, Louise Trappitt, Fiona Bourke, Eve Macfarlane                        | 6:20,22        |
| 4     | Großbritannien | Melanie Wilson, Debbie Flood, Frances Houghton, Beth Rodford                     | 6:20,71        |

## Hoffnungslauf
30. Juli 2012
| Platz | Boot               | Besatzung                                                           | Zeit (Minuten) |
| ----- | ------------------ | ------------------------------------------------------------------- | -------------- |
| 1     | Australien         | Dana Faletic, Kerry Hore, Pauline Frasca, Amy Clay                  | 6:18,80        |
| 2     | Vereinigte Staaten | Natalie Dell, Kara Kohler, Megan Kalmoe, Adrienne Martelli          | 6:19,49        |
| 3     | Großbritannien     | Melanie Wilson, Debbie Flood, Frances Houghton, Beth Rodford        | 6:21,65        |
| 4     | China              | Tang Bin, Tian Liang, Jin Ziwei, Zhang Yangyang                     | 6:21,98        |
| 5     | Polen              | Kamila Soćko, Joanna Leszczyńska, Sylwia Lewandowska, Natalia Madaj | 6:23,19        |
| 6     | Neuseeland         | Sarah Gray, Louise Trappitt, Fiona Bourke, Eve Macfarlane           | 6:48,71        |

Das Ruderblatt der Neuseeländerin Louise Trappitt brach ca. 500 Meter vor dem Ziel. Zu dem Zeitpunkt lag das Boot an dritter Position.

## Finale

### Finale B
1. August 2012, 11:20 Uhr MESZ

Anmerkung: zur Ermittlung der Plätze 7 und 8
| Platz | Boot       | Besatzung                                                           | Zeit (Minuten) |
| ----- | ---------- | ------------------------------------------------------------------- | -------------- |
| 7     | Neuseeland | Sarah Gray, Louise Trappitt, Fiona Bourke, Eve Macfarlane           | 6:56,46        |
| 8     | Polen      | Kamila Soćko, Joanna Leszczyńska, Sylwia Lewandowska, Natalia Madaj | 6:57,20        |

### Finale A
1. August 2012, 13:10 Uhr MESZ

Anmerkung: zur Ermittlung der Plätze 1 bis 6
| Platz | Boot               | Besatzung                                                                        | Zeit (Minuten) |
| ----- | ------------------ | -------------------------------------------------------------------------------- | -------------- |
| 1     | Ukraine            | Kateryna Tarassenko, Natalija Dowhodko, Anastassija Koschenkowa, Jana Dementjewa | 6:35,93        |
| 2     | Deutschland        | Annekatrin Thiele, Carina Bär, Julia Richter, Britta Oppelt                      | 6:38,09        |
| 3     | Vereinigte Staaten | Natalie Dell, Kara Kohler, Megan Kalmoe, Adrienne Martelli                       | 6:40,63        |
| 4     | Australien         | Dana Faletic, Kerry Hore, Pauline Frasca, Amy Clay                               | 6:41,67        |
| 5     | China              | Tang Bin, Tian Liang, Jin Ziwei, Zhang Yangyang                                  | 6:44,19        |
| 6     | Großbritannien     | Melanie Wilson, Debbie Flood, Frances Houghton, Beth Rodford                     | 6:51,54        |

Das Finale ergab den ersten Olympiasieg eines ukrainischen Bootes im Doppelvierer der Frauen. Erstmals gab es eine Medaille für ein US-amerikanisches Boot in dieser Bootsklasse.